# Korolivka, Novomoskovsk
Korolivka (în ucraineană Королівка) este un sat în comuna Mîkolaiivka din raionul Novomoskovsk, regiunea Dnipropetrovsk, Ucraina.

## Demografie
Componența lingvistică a localității Korolivka
     Ucraineană (95,42%)
     Rusă (3,76%)
     Alte limbi (0,65%)
Conform recensământului din 2001, majoritatea populației localității Korolivka era vorbitoare de ucraineană (95,42%), existând în minoritate și vorbitori de rusă (3,76%).